# Giuseppe Albani
Giuseppe Andrea Albani (né le 13 septembre 1750 à Rome et mort le 3 décembre 1834 à Pesaro) est un cardinal italien du XIXe siècle. Il est un neveu du cardinal Giovanni Francesco Albani (1747) et un grand-neveu du pape Clément XI.
Les autres cardinaux de la famille sont Gian Girolamo Albani (1570), Annibale Albani (1711) et Alessandro Albani (1721).

## Biographie
Albani exerce plusieurs fonctions au sein de la Curie romaine, notamment comme chargé d'affaires en Autriche. Le pape Pie VII le crée cardinal lors du consistoire du 23 février 1801. Le cardinal  Albani est préfet de la « Congrégation pour la bonne gouvernance » après la chute de Napoléon en 1815.
Il participe au conclave de 1823 lors duquel Léon XII est élu et c'est Albani, qui présente le véto de l'empereur  de l'Autriche contre le cardinal Antonio Gabriele Severoli. Albani est nommé légat apostolique à Bologne en 1824.  Il participe aussi au conclave de 1829 (élection de Pie VIII) et au conclave de 1830-1831 (élection de Grégoire XVI). Il couronne les papes Pie VIII et Grégoire XVI.  Albani est cardinal secrétaire d'État en 1829-1830. À partir de 1830 jusqu'à sa mort, il est bibliothécaire du Saint-Siège. Le cardinal Albini est nommé légat apostolique à Urbino et Pesaro en 1831.

### Source
- Fiche du cardinal sur le site de la FIU
- Notices d'autorité :   - VIAF
  - ISNI
  - LCCN
  - GND
  - Italie
  - Vatican
  - WorldCat